# Tinocallis ulmiparvifoliae
Tinocallis ulmiparvifoliae är en insektsart. Tinocallis ulmiparvifoliae ingår i släktet Tinocallis och familjen långrörsbladlöss. Inga underarter finns listade i Catalogue of Life.